# Прео-Бокаж
Прео́-Бока́ж (фр. Préaux-Bocage) — коммуна во Франции, находится в регионе Нижняя Нормандия. Департамент коммуны — Кальвадос. Входит в состав кантона Эвреси. Округ коммуны — Кан.
Код INSEE коммуны — 14519.

## Население
Население коммуны на 2010 год составляло 118 человек.
| 1962 | 1968 | 1975 | 1982 | 1990 | 1999 | 2010 |
| ---- | ---- | ---- | ---- | ---- | ---- | ---- |
| 76   | 72   | 91   | 89   | 97   | 112  | 118  |

## Экономика
В 2010 году среди 83 человек трудоспособного возраста (15—64 лет) 62 были экономически активными, 21 — неактивными (показатель активности — 74,7 %, в 1999 году было 71,4 %). Из 62 активных жителей работали 60 человек (33 мужчины и 27 женщин), безработных было 2 (2 мужчин и 0 женщин). Среди 21 неактивных 11 человек были учениками или студентами, 5 — пенсионерами, 5 были неактивными по другим причинам.